# Phyllonorycter lucetiella
Phyllonorycter lucetiella là một loài bướm đêm thuộc họ Gracillariidae. Nó được tìm thấy ở Québec và Hoa Kỳ (bao gồm Illinois, Kentucky, Pennsylvania, Florida, Georgia, Maine, Maryland, Michigan, New York, Vermont, Connecticut và Massachusetts).
Sải cánh dài 6–7 mm.
Ấu trùng ăn Ostrya virginiana và Tilia species (bao gồm Tilia americana, Tilia x vulgaris và Tilia × europaea). Chúng ăn lá nơi chúng làm tổ.